# Freculfo
Freculfo (em latim: Freculphus Lexoviensis; m. 8 de outubro de 850 ou 852) foi um clérigo, diplomata e historiador franco, aluno da Escola palatina de Aachen durante o reinado de Carlos Magno e bispo de Lisieux entre 824 e sua morte. Atualmente é conhecido principalmente por sua crónica ou história universal, "Doze Livros de Histórias" ("Historiarum libri XII"), uma das principais fontes sobreviventes sobre a cristianização da Gália e a história dos francos. Obras como esta tinham por objetivo apresentar a história do mundo, da Criação até o presente, mas a maior parte das obras históricas dos séculos VIII e IX era de natureza consideravelmente mais local e específica.

## Primeiros anos
Nada se sabe sobre as origens de Freculfo, exceto que ele se foi bispo entre 823 ou 825 e sua morte em 8 de outubro de 850 e 852. Foi um aluno do chanceler de Luís, o Piedoso, Elisacar (Helisachar) e se envolveu em várias discussões importantes da época, incluindo a questão da veneração das imagens. Foi descrito como um "homem ocupado e bem conectado". Alguns estudiosos já observaram que Freculfo foi o primeiro escritor medieval a ver o mundo pós-romano como algo diferente. Nas palavras dele:
| “ | Os romanos foram expulsos da Itália e o último grande monumento aos cultos estatais romanos se transformaram. Eram romanos, mas eclesiasticamente romanos. Gregório I delineou o caminho e mesmo os gregos reconheceram que Roma era a cabeça de todas as igrejas. Era Católica. O futuro do ocidente estava seguro nas mãoes dos francos e lombardos católicos, os visigodos rejeitaram a heresia e os ingleses estavam prestes a se converter; o que é mais importante, a própria fé foi definitivamente definida. | ” |
|   | — Freculfo. |   |

## Enviado ao papa
Freculfo foi enviado por Luís a Roma para negociar com o papa Eugênio II a veneração das imagens em 824, um dos principais pontos de atrito na Igreja na época. O imperador romano do Oriente, Miguel II, se mostrou inicialmente tolerante em relação a elas. Porém, no final de seu reinado, começou a perseguir todos os que as veneravam. Porém, os francos permitiram a veneração - e não adoração - de imagens e Miguel pediu a Luís que convencesse Eugênio II a banir o costume. Luís atendeu e um dos enviados a Roma foi Freculfo. O resultado final foi um fracasso pois Eugênio afirmou que o Segundo Concílio de Niceia (787) já havia decidido que as imagens poderiam ser  veneradas (mas não adoradas).

## Os "Doze Livros de Histórias"
Uma das mais importantes obras de Freculfo foi "Doze Livros de Histórias", em dois volumes. Depois de escrever a segunda parte, "ele dedicou-a a imperatriz Judite como um presente para o filho dela Carlos". Ele esperava que o livro "permitisse que príncipes se precavessem contra as desvantagens a si próprios e seus súditos". Numa cata a imperatriz, Freculfo a elogia e afirma que Carlos, filho dela, era tão parecido com Carlos Magno que "o avô dele parece não ter morrido e sim, uma vez removida a bruma do sono, iluminado o mundo novamente; de fato sua inteligência, elegância e virtude imortais brilham em seu neto além do nome". Judite encorajava a comparação entre Carlos e Carlos Magno, algo que ele seria lembrado por todo seu reinado e a influência do velho imperador ultrapassaria o reinado de Carlos, o Calvo, como ficaria conhecido. Freculfo também mencionou em seu livro que desejava que Carlos fosse "nosso rei para uma nova era". Como sinal de admiração, Freculfo enviou a Carlos, o Calvo, uma cópia do tratado militar "De re militari" de Vegécio.
A obra de Freculfo, juntamente com a crônica de Ado de Vienne, são os únicos exemplos de crônicas da história do mundo indo até o final do século XII. Foi apenas depois do século XIII que os cronistas se tornaram mais numerosos e esta obra se mostrou um exemplo de quão importante era a tradição para os carolíngios. A Parte Um narra a história da criação do mundo até o nascimento de Jesus Cristo. A Parte Dois avança da encarnação de Jesus até por volta de 600. O texto foca principalmente em temas religiosos, como a conversão dos visigodos ao catolicismo (eram arianos), a admiração a Gregório Magno como "defensor da fé", todos os mártires e todos os seis concílios ecumênicos até então. "O texto, que é geralmente negligenciado pela falta de informações factuais novas de eventos contemporâneos...constrói uma narrativa histórica cujo objetivo é endereçar preocupações correntes através do 'espelho' do passado".
Porém, Freculfo não utilizou dos costumeiros modelos cronológicos ou da "idade do mundo" para organizar sua obra. Ao invés disso, ele organizou-a através da ascensão e queda de potestados, reinos e cultos através da antiguidade pagã, pré-romana e, então, israelita. Ele só mencionou Roma por que o império permitiu a paz e a prosperidade, pavimentando o caminho para a Igreja crescer.